# Ист Катламет (Вашингтон)
Ист Катламет (енгл. East Cathlamet) насељено је место без административног статуса у америчкој савезној држави Вашингтон.

## Демографија
По попису из 2010. године број становника је 491, што је 0 (0,0%) становника више него 2000. године.
| Група             | 2000.       | 2010.       |
| Белци             | 469 (95,5%) | 464 (94,5%) |
| Афроамериканци    | 0 (0,0%)    | 1 (0,2%)    |
| Азијати           | 0 (0,0%)    | 1 (0,2%)    |
| Хиспаноамериканци | 5 (1,0%)    | 9 (1,8%)    |
| Укупно            | 491         | 491         |